# Тихуана (муниципалитет)
Тихуана (исп. Tijuana) — муниципалитет в Мексике, штат Нижняя Калифорния, с административным центром в одноимённом городе. Численность населения, по данным переписи 2020 года, составила 1 922 523 человека.

## Общие сведения
Название Tijuana происходит от названия ранчо «Ла Тиа Хуана» (исп. La Tía Juana — «Тётушка Хуана», или «Тётя Яна»), существовавшего в первой половине XIX века.
Площадь муниципалитета равна 1235 км², что составляет 1,72 % от площади штата, а наивысшая точка — 548 метров, расположена в поселении Фамилья-Кампос.
Он граничит с другими муниципалитетами Нижней Калифорнии: на востоке с Текате, на юге с Энсенадой, на западе с Плаяс-де-Росарито, а на севере проходит государственная граница с Соединёнными штатами Америки. На западе берега муниципалитета омываются водами Тихого океана. А ещё в состав муниципалитета входит несколько островов на расстоянии от 12 до 20 км от берега.

## Учреждение и состав
Муниципалитет был учреждён 16 января 1952 года, при формировании штата Нижняя Калифорния, но был сформирован только к 1 мая 1954 года, в его состав входит 447 населённых пунктов, самые крупные из которых:
| Код INEGI | Населённый пункт                                                                     | Численность населения (2005 год) | Численность населения (2010 год) | Численность населения (2020 год) |
| --------- | ------------------------------------------------------------------------------------ | -------------------------------- | -------------------------------- | -------------------------------- |
| 004       | Всего                                                                                | 1410687                          | 1559683                          | 1922523                          |
| 0001      | Тихуана (исп. Tijuana) 32°31′57″ с. ш. 117°01′08″ з. д. (административный центр)     | 1286187                          | 1300983                          | 1810645                          |
| 1883      | Вилья-дель-Кампо (исп. Villa del Campo) 32°30′23″ с. ш. 116°44′28″ з. д.             | —                                | 13906                            | 33360                            |
| 1977      | Валье-де-лас-Пальмас (исп. Valle de las Palmas) 32°24′11″ с. ш. 116°43′48″ з. д.     | —                                | —                                | 10161                            |
| 1615      | Эль-Ниньо (исп. El Niño) 32°30′08″ с. ш. 116°47′40″ з. д.                            | 5526                             | 8999                             | 10081                            |
| 1421      | Парахес-дель-Валье (исп. Parajes del Valle) 32°30′51″ с. ш. 116°44′30″ з. д.         | —                                | 3595                             | 7492                             |
| 1934      | Ломас-де-Сан-Педро (исп. Lomas de San Pedro) 32°27′07″ с. ш. 116°40′50″ з. д.        | —                                | —                                | 6933                             |
| 1931      | Пальма-Реаль (исп. Palma Real) 32°23′16″ с. ш. 116°57′35″ з. д.                      | —                                | 40                               | 5687                             |
| 1041      | Маргарита-Ресиденсьяль (исп. Margarita Residencial) 32°30′59″ с. ш. 116°46′42″ з. д. | —                                | 1                                | 5403                             |
| 1348      | Куэста-Бланка (исп. Cuesta Blanca) 32°25′01″ с. ш. 117°01′34″ з. д.                  | 55                               | 1591                             | 3600                             |
| —         | Прочие                                                                               | 118919                           | 230568                           | 29162                            |

## Экономическая деятельность
По статистическим данным 2000 года, работоспособное население занято по секторам экономики в следующих пропорциях:
- сельское хозяйство, скотоводство и рыбная ловля — 0,6 %;
- промышленность и строительство — 40,7 %;
- торговля, сферы услуг и туризма — 52,6 %;
- безработные — 6,1 %.

## Инфраструктура
По статистическим данным 2010 года, инфраструктура развита следующим образом:
- электрификация: 99 %;
- водоснабжение: 97,2 %;
- водоотведение: 97,1 %.